# Kampong Thum

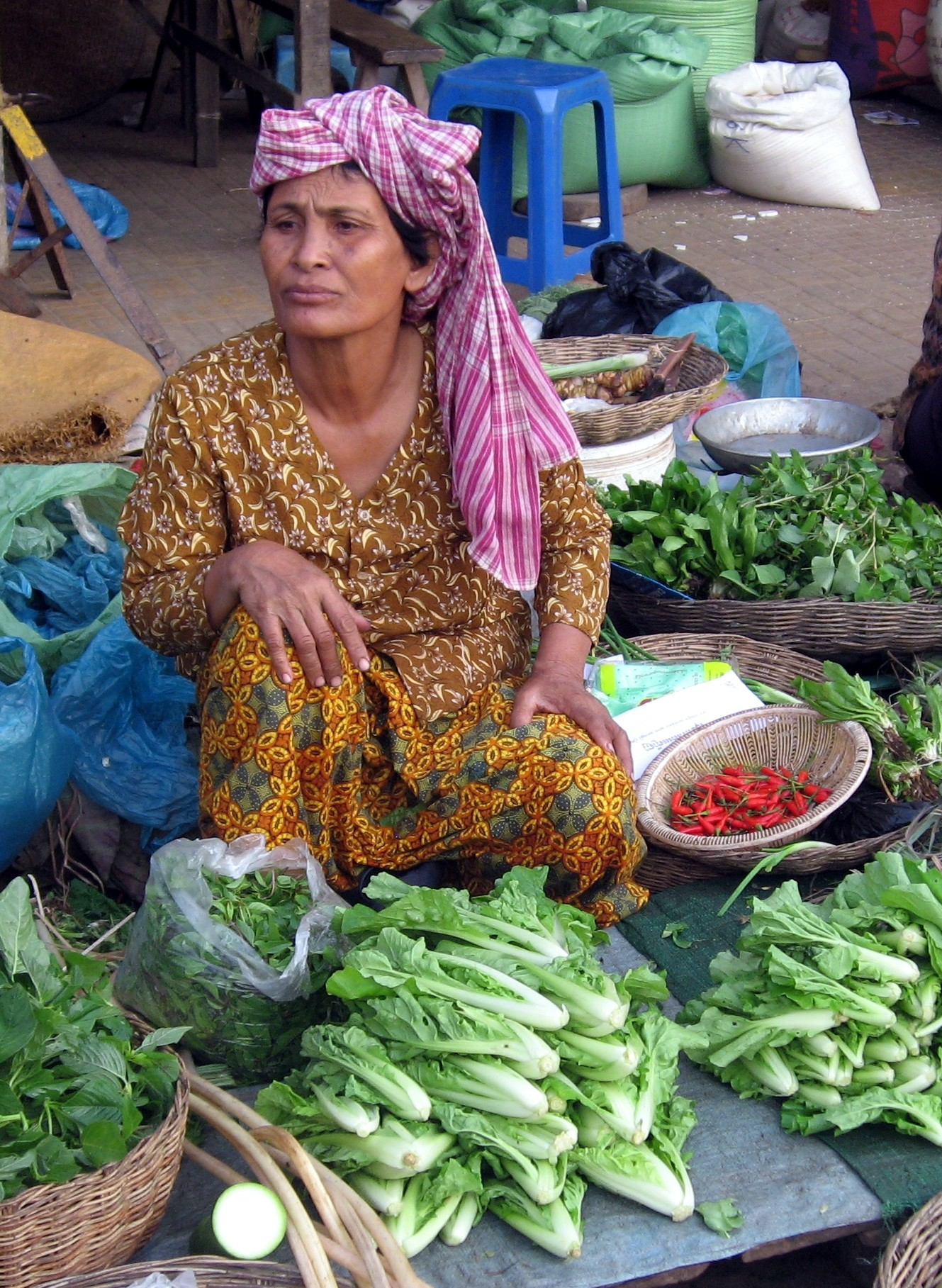
Kvinna vid marknad i Kampong Thum.

Kampong Thum (alternativt Kampong Thom eller Kompong Thom) är en ort i centrala Kambodja, belägen på floden Sen som flyter från Dangrekbergen till Tonlé Sap-sjön. Den är administrativ huvudort för provinsen Kompong Thom, och är en av åtta kommuner i storkommunen (krong) Stueng Saen. Folkmängden i själva kommunen uppgick till 3 473 invånare vid folkräkningen 2008. Kommunen utgör endast den centrala delen av Stueng Saens centralort, som totalt hade 31 871 invånare 2008 och består av sammanlagt sex kommuner. Kampong Thum är Pol Pots födelseplats. 